# Lecidella pulveracea
Lecidella pulveracea är en lavart som först beskrevs av Schaer., och fick sitt nu gällande namn av Paul Sydow. Lecidella pulveracea ingår i släktet Lecidella och familjen Lecanoraceae.  Arten är reproducerande i Sverige. Inga underarter finns listade i Catalogue of Life.